# 태풍 하토
태풍 하토(Typhoon Hato)는 2017년에 북서태평양에서 발생한 제13호 태풍이다. 2등급 태풍(SSHS)이다. 하토는 일본에서 제출한 이름으로 비둘기를 의미한다. 태풍 하토는 중국, 홍콩, 마카오에 큰 피해를 남겨 일본어로 살쾡이자리를 의미하는 야마네코로 대체되었다.

## 개요
제13호 태풍 하토는 8월 20일 오후 3시에 중심기압 998hPa, 최대풍속 18m/s, 강풍 반경 280km, 크기 '소형'의 열대폭풍으로 필리핀 마닐라 북동쪽 약 940km 부근 해상에서 발생하였다.(일본 기상청 태풍정보 속보치 기준) 발생 이후 서~서북서진하면서 발달하였고, 8월 23일 오후 3시에 중국 홍콩 서쪽 약 150km 부근 육상에서 중심기압 960hPa, 최대풍속 41m/s, 강풍 반경 330km(남쪽 반경)의 세력 '강', 크기 '중형'(일본 기상청 태풍정보 속보치 기준)의 태풍으로 최성기를 맞이한 상태로 상륙하였다. 중국에 상륙한 이후로 급약화되어서, 8월 24일 오후 3시에 베트남 하노이 북쪽 약 290km 부근 육상에서 중심기압 996hPa의 열대저압부로 소멸하였다.(한국 기상청 기준으로는 중심기압 998hPa)

## 피해
| 지역   | 피해자 | 피해자 | 피해 (2017 USD) | 출처              |
| 지역   | 사망자 | 부상자 | 피해 (2017 USD) | 출처              |
| ------ | ------ | ------ | --------------- | ----------------- |
| 중국   | 11명   | 523명  | $43.4억         | [ 3 ] [ 4 ]       |
| 홍콩   | 0명    | 129명  | $5.11억         | [ 5 ] [ 6 ] [ 7 ] |
| 마카오 | 12명   | 244명  | $15.6억         | [ 8 ] [ 9 ]       |
| 베트남 | 1명    | 1명    | $136만          | [ 10 ]            |
| 총     | 24명   | 845명  | $64.1억         |                   |

## 같이 보기
- 2017년 태풍